# Kings of Metal MMXIV
Kings of Metal MMXIV är det trettonde studioalbumet med det amerikanska heavy metal/power metal-bandet Manowar, utgivet februari 2014 av skivbolaget Magic Circle Music. Albumet är en nyinspelning av bandets sjätte studioalbum, Kings of Metal från 1988.

## Låtlista
CD 1
1. "Hail and Kill MMXIV" – 6:13
2. "Kings of Metal MMXIV" – 3:42
3. "The Heart of Steel MMXIV" (akustisk intro-version) – 5:09
4. "A Warrior's Prayer MMXIV" – 5:44
5. "The Blood of the Kings MMXIV" – 8:01
6. "Thy Kingdom Come MMXIV" – 4:06
7. "The Sting of the Bumblebee MMXIV (instrumental) – 1:16
8. "Thy Crown and Thy Ring MMXIV" (orkester-version)	– 4:57
9. "On Wheels of Fire MMXIV" – 4:14
10. "Thy Crown and Thy Ring MMXIV" (metal-version) – 4:57
11. "The Heart of Steel MMXIV" (gitarr-instrumental) – 4:50

CD 2
1. "Hail and Kill MMXIV" (instrumental) – 6:13
2. "Kings of Metal MMXIV" (instrumental) – 3:42
3. "The Heart of Steel MMXIV" (orkesterintro-version, instrumental) – 4:50
4. "The Blood of the Kings MMXIV" (instrumental) – 8:01
5. "Thy Kingdom Come MMXIV" (instrumental) – 4:07
6. "Thy Crown and Thy Ring MMXIV" (orkester-version, instrumental)</smal> – 4:57

## Medverkande
Manowar
- Joey DeMaio – basgitarr, keyboard
- Eric Adams – sång
- Karl Logan – gitarr, keyboard
- Donnie Hamzik – trummor

Bidragande musiker
- Brian Blessed – morfar-röst (spår 4, CD 1)

Produktion
- Joey DeMaio – producent, redigering, mastering
- Dirk Kloiber – ljudtekniker, ljudmix, mastering
- Justin Rose, Aaron Walk – assisterande ljudtekniker
- Rich Been – ljudmix
- Jan "Örkki" Yrlund – omslagskonst
- Ken Kelly – omslagskonst
- Gaetano di Falco – illustrationer